# 60

## Decese
- 30 noiembrie: Sfântul Andrei apostol (n. 6 î.Hr.)
- dată necunoscută: Geminos din Rhodos  (n. ?)

- Andrei, apostol roman (n. 6 î.Hr.)